# Samborondón (kanton)
Samborondón – kanton w prowincji Guayas, w Ekwadorze. Stolicą kantonu jest Samborondón.